# (7272) Darbydyar
(7272) Darbydyar – planetoida z grupy pasa głównego asteroid okrążająca Słońce w ciągu 4 lat i 234 dni w średniej odległości 2,78 j.a. Została odkryta 21 lutego 1980 roku w Kleť Observatory w pobliżu Czeskich Budziejowic przez Zdeňkę Vávrovą. Nazwa planetoidy pochodzi od M. Darby Dyar (ur. 1958), amerykańskiego profesora astronomii i planetologa. Przed nadaniem nazwy planetoida nosiła oznaczenie tymczasowe (7272) 1980 DD1.